# TSG Tübingen
Die TSG Tübingen ist ein im Jahr 1845 gegründeter Sportverein aus der Universitätsstadt Tübingen. Er ist neben dem SV 03 Tübingen der bekannteste Sportverein der Stadt.

## Fußball
In der Saison 1977/78 spielte die Fußballmannschaft der TSG in der 1. Amateurliga Schwarzwald-Bodensee. Nach Auflösung der Liga war die TSG Gründungsmitglied der Verbandsliga Württemberg. Aktuell spielt man seit dem Landesliga-Aufstieg 2017 in der Verbandsliga.
Für großes Aufsehen sorgte die Kooperation mit dem Tübinger Schlagersänger Dieter Thomas Kuhn, mit dem die erste Mannschaft den im Original von Franz Beckenbauer gesungenen Titel Gute Freunde kann niemand trennen neu aufnahm und ein Video produzierte. Das Konterfei des Sängers zierte fortan die Vorderseite der Trikots.

## Volleyball
In den 1990er Jahren waren die Volleyball-Frauen in der Bundesliga erfolgreich. Unter den Trainern Michael Schöps und Andreas Vollmer spielten Nationalspielerinnen wie Ulrike Schmidt, Renate Riek, Beate Bühler, Karin Steyaert, Andrea Sauvigny und Jana Vollmer bei der TSG. Die Volleyball-Männer spielen seit 2024 in der Dritten Liga Süd.

## Weitere Abteilungen
Neben Fußball und Volleyball werden bei der TSG auch Badminton, Handball, Klettern, Kunstturnen, Lacrosse (Tuelax), Leichtathletik, Parkour, Rhythmische Sportgymnastik und Tennis betrieben. Die Leichtathletik-Abteilung der TSG ist seit 1993 Mitglied der LAV Tübingen.